# Fox on the Run (sång av Manfred Mann)
Fox on the Run är en sång komponerad av Tony Hazzard. Låten utgavs som singel av den brittiska gruppen Manfred Mann i november 1968, och blev en hit i flera länder i Europa och Australien tidigt 1969. I USA däremot snuddade den enbart vid Billboardlistan på plats 97. Den kom att bli mer känd i USA i en inspelning av Tom T. Hall 1976 i en inspelning som lutar åt bluegrassmusik.
Den skall ej förväxlas med glamrocklåten "Fox on the Run" av Sweet från 1975.

## Listplaceringar
| Lista (1969)   | Position               |
| -------------- | ---------------------- |
| Australien     | 7 (Go Set)             |
| Irland         | 2                      |
| Kanada         | 97 (RPM)               |
| Norge          | 6 (VG-lista)           |
| Nya Zeeland    | 1 (NZ Listner)         |
| Storbritannien | 5                      |
| Sverige        | 10 (Kvällstoppen)      |
| Sverige        | 2 (Tio i topp)         |
| USA            | 97 (Billboard Hot 100) |
| Västtyskland   | 7                      |
| Österrike      | 13                     |